# Eric Powell

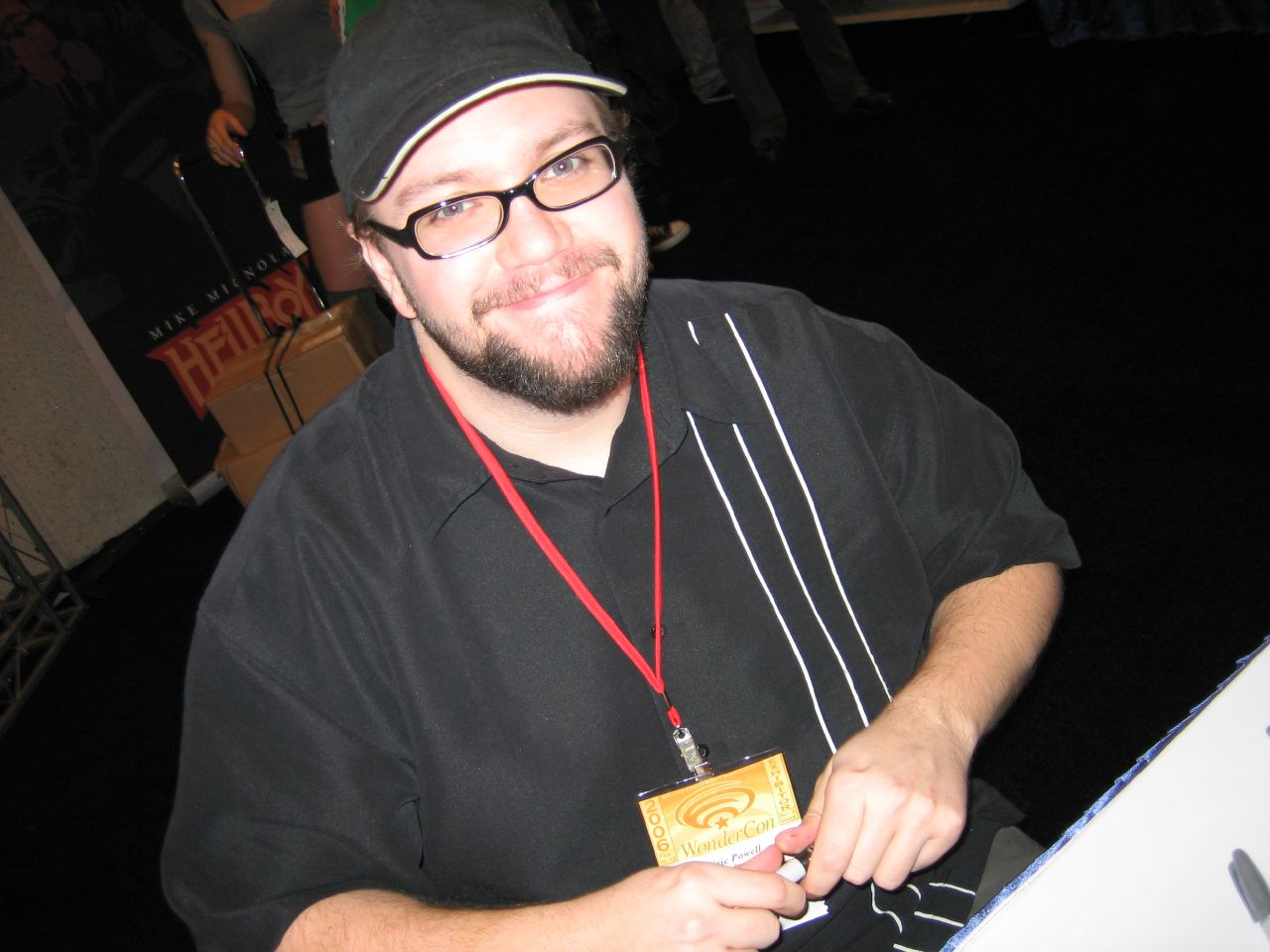
Eric Powell, 2006

Eric Powell (* 3. März 1975) ist ein US-amerikanischer Comic-Künstler. Bekanntheit erwarb er sich durch seine Reihe "The Goon".   
Für die Mischung aus Horror, Humor, Ernsthaftigkeit und Selbstironie in "The Goon" wurde er im Jahr 2004 mit dem Eisner Award in der Rubrik "Best Single Issue" und ein Jahr später in den Rubriken "Best Humor Publication" und "Best Continuing Series" ausgezeichnet.  

## Bibliografie
- Big Man Plans (with writer Tim Weisch), (Image Comics, 2015) 4-Issue Mini-Series
- Billy the Kid's Old-Timey Oddities (with artist Kyle Hotz, TPB collects Billy the Kid's Old-Timey Oddities #1–4, Dark Horse, 2006, ISBN 1-59307-448-4)
- Chimichanga #1–3. (Albatross Exploding Funny Books, 2009–2010)
- Conan #28 (with writer Kurt Busiek, Dark Horse, 2006)
- The Dark Horse Book of the Dead (contributed the short story "The Wallace Expedition", TPB, Dark Horse, 2006, ISBN 1-59307-281-3)
- The Goon:
  - Best Cellars #1 (1st Appearance Monster Boy by Eric Powell, Goon prototype)
  - Avatar Illustrated 1998 (Avatar Press)
  - Dreamwalker #0 (Avatar Press) (The Goon preview, 4-page back-up story later reprinted in The Goon #1)
  - Dreamwalker #1 (avatar Press) (Carousel)(3-page preview of The Goon, came out after Goon #1)
  - The Goon #1-3 (Avatar Press) (Issue #1: 1st Appearance of The Goon, Franky, Joey the ball, and Zombie Priest) (Issue #3: Origin of the Goon)
  - The Goon #1-Present (Dark Horse)
  - The Goon: Chinatown (Dark Horse, 2007, ISBN 1-59307-833-1)
  - The Goon: Fancy Pants Edition Volume 1 (limited edition hardcover collecting The Goon #1–2 (self published), #1,3,5,9 (Dark Horse Comics), Dark Horse, 2005, ISBN 1-59307-426-3)
  - The Goon: Fancy Pants Edition Volume 2: The Rise and Fall of the Diabolical Dr. Alloy (limited edition hardcover), Dark Horse, 2008, ISBN 1-59307-918-4)
  - The Goon: Rough Stuff (TPB collects The Goon #1–3 (Avatar Press), Dark Horse, 2004, ISBN 1-59307-086-1)
  - The Goon Volume 1: Nothin' But Misery (TPB collects The Goon #1–4, The Goon Color Special (self published), Dark Horse, 2003, ISBN 1-56971-998-5)
  - The Goon Volume 2: My Murderous Childhood (and Other Grievous Yarns) (TPB collects The Goon #1–4, Dark Horse, 2004, ISBN 1-59307-109-4)
  - The Goon Volume 3: Heaps Of Ruination (TPB collects The Goon #5–8, Dark Horse, 2005, ISBN 1-59307-292-9)
  - The Goon Volume 4: Virtue and the Grim Consequences Thereof (TPB collects The Goon #9–13, Dark Horse, 2006, ISBN 1-59307-456-5)
  - The Goon Volume 5: Wicked Inclinations (TPB collects The Goon #14–18, Dark Horse, 2006, ISBN 1-59307-646-0)
  - The Goon Volume 6: Chinatown (Dark Horse, 2007, ISBN 1-59307-833-1)
  - The Goon Volume 7: A Place of Heartache and Grief (TPB collects The Goon #19–23, Dark Horse, 2009, ISBN 1-59582-311-5)
  - The Goon Volume 8: Those That is Damned (TPB collects The Goon #24–27, Dark Horse, 2009, ISBN 1-59582-324-7)
  - The Goon Volume 9: Calamity of Conscience (TPB collects The Goon #28–31, Dark Horse, 2009, ISBN 1-59582-346-8)
  - Satan’s Sodomy Baby (Dark Horse, 2007)
- Hillbilly (Albatross Exploding Funny, 2016–current)
- Marvel Monsters: Devil Dinosaur (Marvel Comics, 2005)
- Superman: Escape from Bizarro World (with writers Geoff Johns and Richard Donner, TPB collects "Action Comics" #855–857, DC Comics, 2007, ISBN 978-1401220334)

## Auszeichnungen
- 2004: International Horror Guild Award for Best Illustrated Narrative (The Goon #1–4) / Eisner Award for Best Single Issue (The Goon #1)
- 2005: Eisner Award for Best Humor Publication (The Goon) / Eisner Award for Best Continuing Series (The Goon)
- 2008: Eisner Award for Best Writer/Artist-Humor (The Goon) / Eisner Award for Best Painter or Multimedia Artist-Interior ('The Goon: Chinatown)